# Kota Bireun
Kota Bireun is een bestuurslaag in het regentschap Bireuen van de provincie Atjeh, Indonesië. Kota Bireun telt 3317 inwoners (volkstelling 2010).